# Teucholabis immaculata
Teucholabis immaculata är en tvåvingeart som beskrevs av Alexander 1922. Teucholabis immaculata ingår i släktet Teucholabis och familjen småharkrankar. Inga underarter finns listade i Catalogue of Life.